# Cynthia Kaszyńska
Cynthia Manuela Kaszyńska (ur. 8 stycznia 1966 w Uniejowie) – polska aktorka filmowa, teatralna i dubbingowa. W 1991 roku ukończyła studia na PWST w Warszawie. Od 2005 jest w zespole Teatru Ateneum w Warszawie.

## Przed kamerą
- 2004: Czwarta władza
- 2002: Chopin. Pragnienie miłości
- 2000–2001: Adam i Ewa – Cyganka
- 2000: M jak miłość – Pielęgniarka (2001–2002)
- 1999: Na dobre i na złe – Matylda, wspólniczka Majki
- 1999: Trzy szalone zera
- 1997: Klan – Funkcjonariuszka Straży Miejskiej
- 1992: Kawalerskie życie na obczyźnie – Regina
- 1990: W środku Europy
- 1987: Rzeka kłamstwa
- 1966: Urodzenie w Uniejowie

## Dubbing
- 2007: Świnka Peppa
- 2006: Power Rangers: Mistyczna moc – Itassis
- 2006: Team Galaxy – kosmiczne przygody galaktycznej drużyny – księżniczka Kimball
- 2006: Galactik Football –
  - Mei,
  - Adin (odc 1-32),
  - Kernoe
- 2005: Czerwony traktorek
- 2004: Power Rangers Dino Grzmot –
  - Nikki Valentina (odc. 10),
  - Tori (odc. 31, 32)
- 2004: Klub Winx –
  - Stormy,
  - Faragonda
- 2003: Tutenstein – Cleo
- 2003: Sindbad: Legenda siedmiu mórz
- 2003: Power Rangers Ninja Storm – Matka Cama
- 2003: Robin Hood: Legenda Sherwood – Lady Marion
- 2003: Wojownicze Żółwie Ninja –
  - April O'Neil (II-III seria),
  - Lonae (odc. 27-28, 31),
  - kosmitka (odc. 28),
  - komputer Najlepszego wojownika ninja (odc. 36),
  - reporterka TV (odc. 40),
  - alternatywna April O'Neil#1 (odc. 71),
  - alternatywna April O'Neil#2 (odc. 73)
- 2002: Złap mnie, jeśli potrafisz
- 2001: Maluchy spod ciemnej gwiazdki – Michelle
- 2000: Kruche jak lód: Walka o złoto
- 2000: Projekt Merkury
- 2000: Pełzaki w Paryżu
- 1999–2004: Rocket Power
- 1999–2001: Dzieciaki z klasy 402 – pani McCoy
- 1999–2000: Digimon – Sora Takenouchi
- 1998: Dzielny pies Rusty
- 1998: Życzenie wigilijne Richiego Richa – kobieta z banku
- 1998: Rodzina Addamsów: Zjazd rodzinny
- 1996–1998: Fantastyczne przygody Sindbada Żeglarza (pierwsza wersja dubbingowa) – Soraja
- 1995: Balto – Dixie
- 1992–2002: Shin-chan – Mitsy
- 1990: Filiputki
- 1988: Złych czterech i pies Huckleberry – Kwiat Pustyni
- 1987: Królewna Złoty Loczek – Królewna Złoty Loczek
- 1981–1990: Smerfy – Brenda (odc. 150)